# Burcu Dogramaci

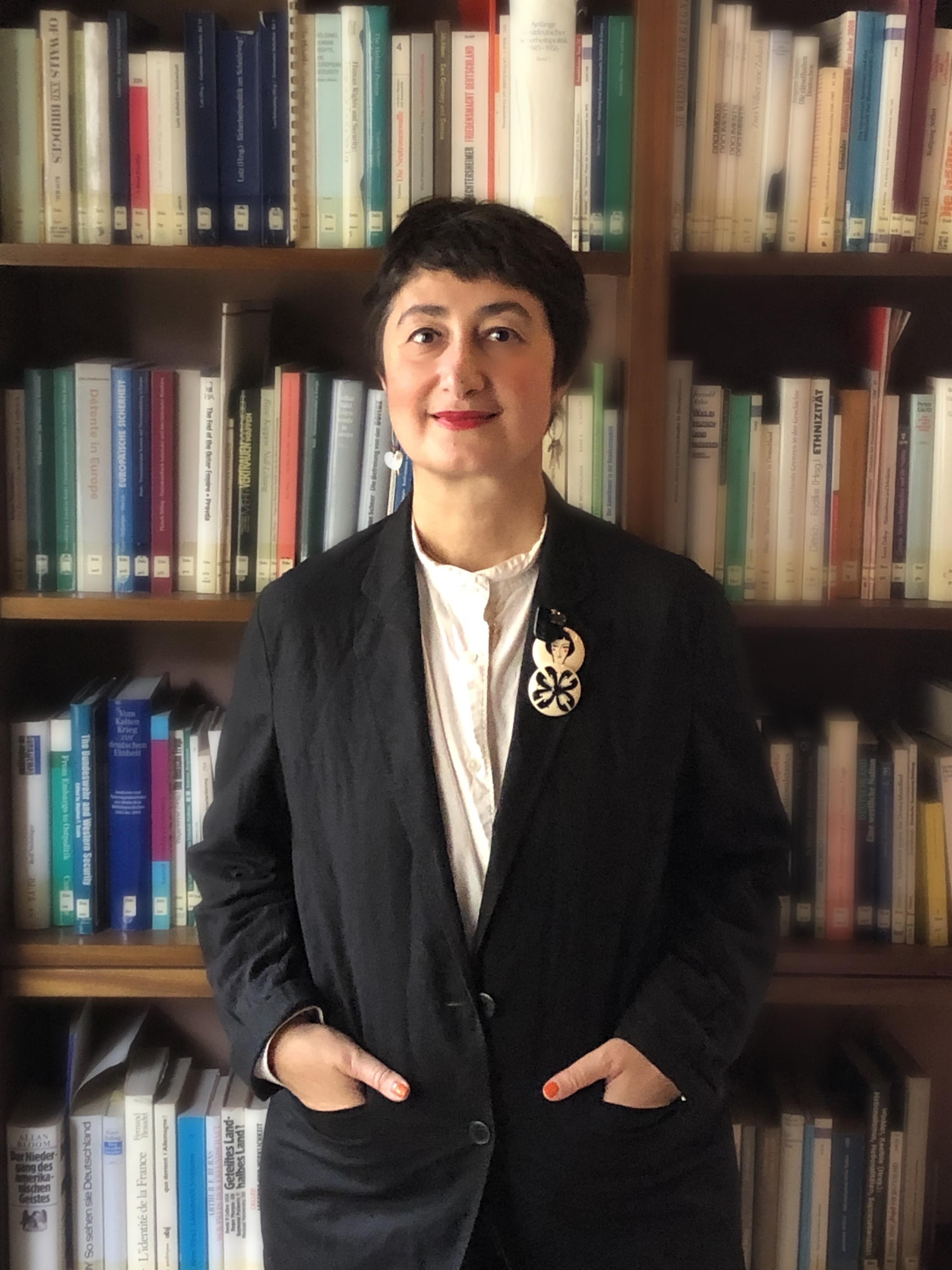
Burcu Dogramaci am Käte Hamburger Kolleg global dis:connect, 2022.

Burcu Dogramaci (* 1971 in Ankara) ist eine deutsche Kunsthistorikerin. An der Ludwig-Maximilians-Universität in München hat sie seit 2009 eine Professur mit Schwerpunkt auf der Kunst des 20. Jahrhunderts und der Gegenwart inne. Dogramaci wurde im Jahr 2000 mit einer Arbeit über die Mode- und Pressegraphik der Weimarer Republik promoviert und schloss 2007/2008 ihr Habilitationsprojekt Kulturtransfer und nationale Identität. Deutschsprachige Architekten, Stadtplaner und Bildhauer in der Türkei nach 1927 ab. Schwerpunkte ihrer kulturwissenschaftlichen und interdisziplinären Forschung und Lehre bilden die Themen Exil und Migration, wobei sie sich dabei den Konzepten und Ästhetiken von Kunstproduktion im Exil, transkultureller Vernetzung sowie nichtlinearen und anachronistischen Historiografien widmet. Daneben widmet sie sich den Themen Architektur und Stadt, Skulptur der Moderne und Nachkriegszeit, Mode, Fotografie und Fotobuch sowie Live Art.

## Leben

### Herkunft und akademische Ausbildung
Burcu Dogramaci wurde 1971 in Ankara geboren und kam als Kind nach Deutschland. Sie studierte an der Universität Hamburg Kunstgeschichte und Germanistik. Im Jahr 2000 wurde Dogramaci mit der von Martin Warnke betreuten Arbeit über die jüdische Modegraphikerin Lieselotte Friedlaender und deren Wirken in der Pressegraphik der Weimarer Republik promoviert. Diese Arbeit entstand im Zusammenhang mit der gemeinsam mit Helmuth F. Braun und Christine Waidenschlager konzipierten Ausstellung Lieselotte Friedländer 1898-1973. Schicksal einer Berliner Modegraphikerin, die von November 1998 bis Januar 1999 gemeinsam von Jüdischen Museum Berlin und der Modeabteilung des Stadtmuseums Berlin im Ephraim-Palais veranstaltet wurde. Dogramaci steuerte auch einen ausführlichen biographischen Text und ein Interview mit der Adoptivtochter Ciliane Dahlen-Friedlaender zum ausstellungsbegleitenden Katalog bei. Im Jahr 2005 erhielt sie von der Stadt Hamburg das Stipendium des Aby-M.-Warburg-Preises.

### Habilitation
Angeregt von ihrem Mentor Martin Warnke, der ihr riet, ihre Zweisprachigkeit für ihre Forschung zu nutzen, wandte sich Dogramaci der Thematik des Kulturtransfers und nationaler Identität am Beispiel der Arbeit deutschsprachiger Architekten und Bildhauer in der Türkei zu. Für die Arbeit Kulturtransfer und nationale Identität. Deutschsprachige Architekten, Stadtplaner und Bildhauer in der Türkei nach 1927 erhielt sie in den Jahren 2003 bis 2006 ein Stipendium der Deutschen Forschungsgemeinschaft. Die daraus resultierende Publikation wurde 2008 mit dem Kurt-Hartwig-Siemers-Wissenschaftspreis der Hamburgischen Wissenschaftlichen Stiftung ausgezeichnet.

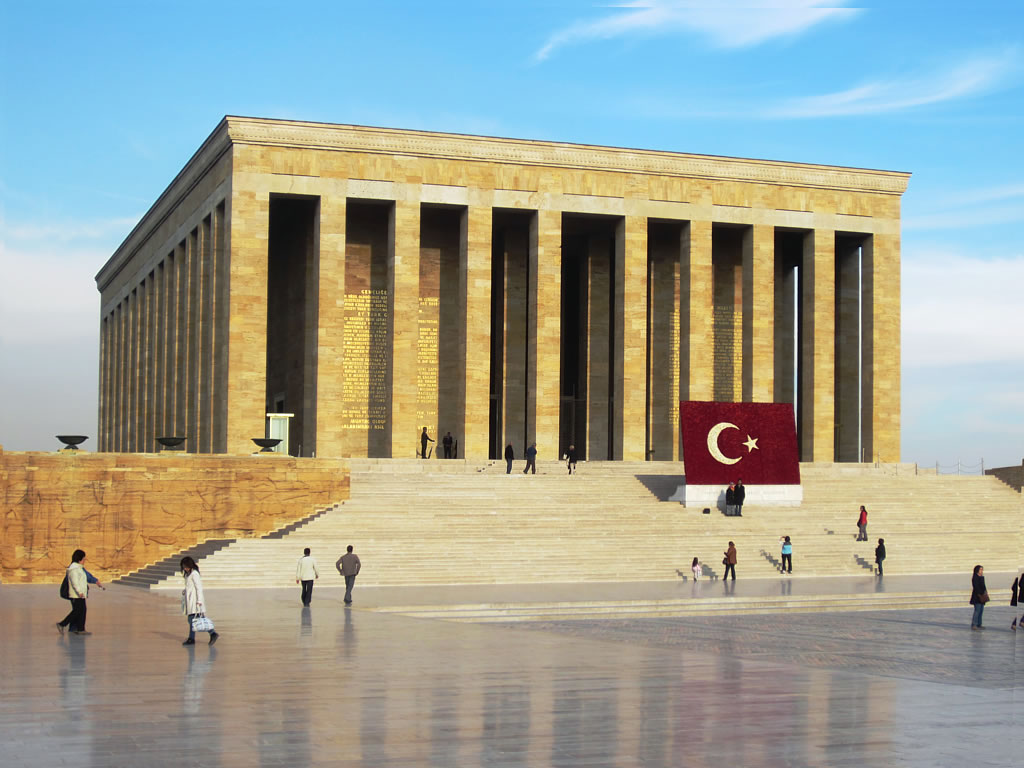
Der deutsche Architekt Paul Bonatz war einer der sechs Juroren, die 1942 über die Gestaltung des Anıtkabir, des Mausoleums für Mustafa Kemal Atatürk in Ankara, entschieden.

In ihrer Studie betrachtet Dogramaci das Exil und die Auslandstätigkeit aus Deutschland, Österreich und der Schweiz in die Türkei unter der Regierung Atatürks emigrierter künstlerischer und technischer Eliten. Dabei fokussiert sie nicht die architekturhistorische Problematik, sondern behandelt vor allem die Prozesse der Kulturvermittlung. Neben der Entwurfstätigkeit und realisierten Bauprojekten widmet sich Dogramaci deshalb auch der Lehre, Jurytätigkeiten und dem publizistischen Engagement der Akteure. Zudem betrachtet sie nicht nur das Feld der Architektur, sondern ergänzt dieses um Stadtplanung, Plastik und Kunstgeschichte und betont dabei die Interaktion zwischen den deutschsprachigen Emigranten und den türkischen Akteuren, die einen wesentlichen Faktor des kulturellen Austausches darstellten. Diesem thematischen Fokus ist es geschuldet, dass Dogramaci in ihrer Studie nicht dem Œuvre und Biografien der einzelnen Protagonisten folgt, sondern sich stattdessen auf die strukturellen Bedingungen der kulturellen Vermittlung, die Etappen dieses Austausches und die unterschiedlichen Arbeitsfelder, in denen dieser stattfand, konzentrierte. Dogramaci leitet mit der Vorgeschichte der Ausbildung türkischer Architekten an Hochschulen in Deutschland, Österreich und der Schweiz ein, da beispielsweise Sedad Hakkı Eldem und Seyfi Arkan, die bei Hans Poelzig in Berlin studiert hatten, in der Folge selbst als kulturelle Vermittler in der Türkei wirkten und Ansprechpartner für die deutschsprachigen Emigranten wurden. Anschließend behandelt sie die mit den Aufträgen für Ernst Egli und Clemens Holzmeister 1927 einsetzende Tätigkeit für den türkischen Staat, die Mitwirkung am Aufbau der Architektenausbildung sowie der Professionalisierung des Städtebaus. Im letzteren Kontext macht sie unter anderem die zehn Jahre andauernde Tätigkeit des ehemaligen Altonaer Bausenators Gustav Oelsner sichtbar. Dogramaci behandelt zudem den Dialog zwischen deutschen und türkischen Architekten, etwa am Beispiel der Zusammenarbeit Paul Bonatz’ mit seinen Kollegen Sedad Hakkı Eldem und Emin Onat, da Vorgänge des kulturellen Austauschs immer durch beide beteiligte Seiten geprägt sind. Die Betrachtung der Felder der Architektur und Stadtplanung ergänzt Dogramaci durch Kapitel zur Denkmalplastik, für die Rudolf Belling bedeutend war, und Kunstgeschichte am Beispiel des von Ernst Diez 1943 an der Universität Istanbul gegründeten kunstgeschichtlichen Seminars, das aufgrund der übernational und vergleichend angelegten Praxis von Diez jedoch weniger den Erwartungen an eine national ausgerichtete Kunsthistoriographie entsprach.
Die Monographie wurde im Fach überwiegend positiv rezipiert. Georg Wagner-Kyora betonte in seiner Rezension für die historische Fachzeitschrift Archiv für Sozialgeschichte, dass Dogramaci „[…] mit ihrem Grundlagenwerk eine Lücke in der bisherigen Forschung zum Exil, zur türkischen Moderne und zur Biografiegeschichte deutschsprachiger sowie auch jener zu den türkischen Techniker-Eliten, die unter ihrem Einfluss professionalisiert wurden, […]“ schließe. Damit handele es sich um einen „Meilenstein der transnationalen Beziehungsgeschichte zwischen Deutschland und der Türkei“. Für Jörg Stabenow, der die Publikation für sehepunkte rezensierte, entfaltet die Autorin „[…] ein facettenreiches Panorama des Kulturtransfers, in dem Kommunikationsprozesse ebenso großes Gewicht haben wie architektonische und künstlerische Phänomene.“ Sie habe den Horizont der Forschung mit ihrer differenzierten Betrachtung des Phänomens der kulturellen Transmission erheblich erweitert und mit ihrer Arbeit dabei selbst „eine beeindruckende Brückenkompetenz“ bewiesen. Als Kritikpunkte führte Stabenow an, dass die politische Charakterisierung der jungen türkischen Republik zwar zu Recht, jedoch etwas zu einseitig auf die Modernisierungsleistungen des Staates fokussiert sei, weshalb dessen autoritäre Tendenzen nicht ausreichend als Faktor gewürdigt würden. Zudem bleibe die Bewertung der architektonischen Positionen als modern unscharf. Diese seien zwar in der Türkei als modern rezipiert worden, jedoch bildete die Gruppe der Emigranten und Exilanten unter Abwesenheit von Vertretern der Avantgarde ein Stilspektrum von modern bis konservativ ab. Für eine ausführlichere Würdigung dieses Aspektes verwies er auf Bernd Nicolais Publikation Moderne und Exil. Deutschsprachige Architekten in der Türkei 1925–1955 aus dem Jahr 1998.
In den Jahren 2003 und 2004 war Dogramaci Teilnehmerin des Mentoring-Programms der Universität der Künste Berlin, in dessen Rahmen sie von Renate Berger betreut wurde. Sie war dabei die einzige Kunsthistorikerin in einer Gruppe von Künstlerinnen. Aufgrund ihrer Rolle als Mutter gestaltete sich Dogramacis Qualifikationsphase schwierig. So wäre der Weg über eine Juniorprofessur oder eine wissenschaftliche Mitarbeiterstelle, in deren Rahmen das zweite Buch verfasst würde, nur schwer umzusetzen gewesen. Das Forschungsstipendium der DFG bot ihr hingegen den nötigen Freiraum, die Arbeit an ihrer Habilitationsschrift und Familie zu vereinbaren. Aus dieser Erfahrung heraus trat sie mit dem Vorschlag, ein gesondertes Stipendienprogramm für Wissenschaftler und Wissenschaftlerinnen mit Kindern aufzulegen, an das Bundesministerium für Bildung und Forschung heran. Dieses beschied diese Initiative jedoch abschlägig mit Verweis darauf, dass sich gerade die Frauen in der Deutschen Forschungsgemeinschaft gegen einen „Sonderweg für Frauen“ ausgesprochen hätten.
Dogramaci unterrichtete an der Universität Hamburg, der Technischen Universität Hamburg-Harburg und der Jacobs University Bremen im Rahmen von Lehraufträgen zu den Themen ihrer Dissertation und Habilitationsschrift sowie der Gegenwartskunst. Daneben arbeitete sie für verschiedene Medien auch als freie Kunstkritikerin.

### Professorin an der Ludwig-Maximilians-Universität in München
Zum Sommersemester 2009 berief die Ludwig-Maximilians-Universität Dogramaci auf die Professur für Kunstgeschichte mit Schwerpunkt auf der Kunst des 20. Jahrhunderts und der Gegenwart. Sie selbst sah ihre Berufung als Teil einer Neuaufstellung des Instituts, das zuvor bereits mit Professuren für islamische und jüdische Kunstgeschichte sowie Filmgeschichte begonnen hatte, sein Profil zu verändern. Im Jahr 2016 gab sie gegenüber der Weltkunst an, dass das kunsthistorische Institut der LMU, das lange Zeit als konservativ galt, nach einem erfolgten Generationswechsel nun als progressiv einzuschätzen sei. In den Jahren 2010 und 2011 war Dogramaci geschäftsführende Direktorin des kunstwissenschaftlichen Instituts, das sie auch 2013/14 leitete. 2011 und 2012 war sie zudem Senior Research Fellow am Center for Advanced Studies der LMU München. Im Jahr 2016 erhielt sie dann einen ERC Consolidator Grant des Europäischen Forschungsrates, welcher vielversprechende junge Wissenschaftlerinnen beim Aufbau einer eigenen Forschungsgruppe unterstützt.
Dogramaci erhielt 2014 den Preis für gute Lehre des Bayerischen Staatsministeriums für Unterricht und Kultus. Sie kooperierte etwa mit der Malereiklasse von Anke Doberauer an der Akademie der Bildenden Künste München, so dass ihre Studierenden in direkten Kontakt mit dem Entstehungsprozess von Kunstwerken kamen. Ergebnis dieser Zusammenarbeit war eine Ausstellung mit einem begleitenden Katalog. Eine ähnliche Kooperation gab es beispielsweise auch mit dem Franz Marc Museum in Kochel am See, wo die Studierenden ein Konvolut von Grafik der 1950er-Jahre für die Ausstellung Shades of Black bearbeiten konnten.

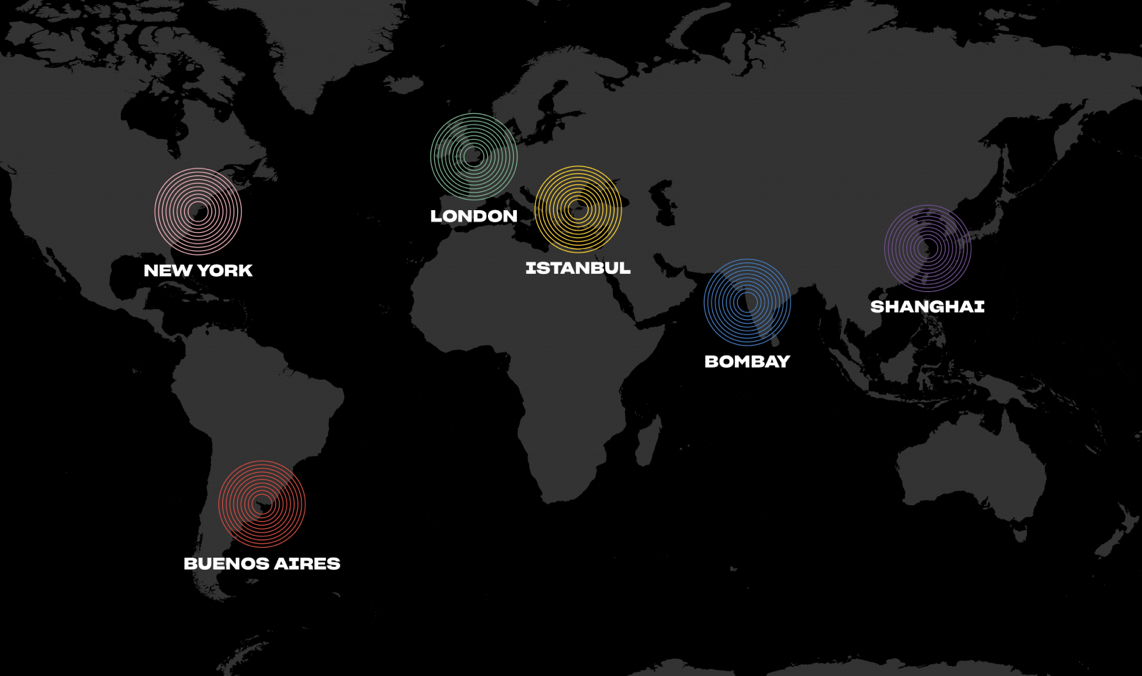
Karte mit den sechs im Projekt Metromod behandelten Metropolen des Exils.

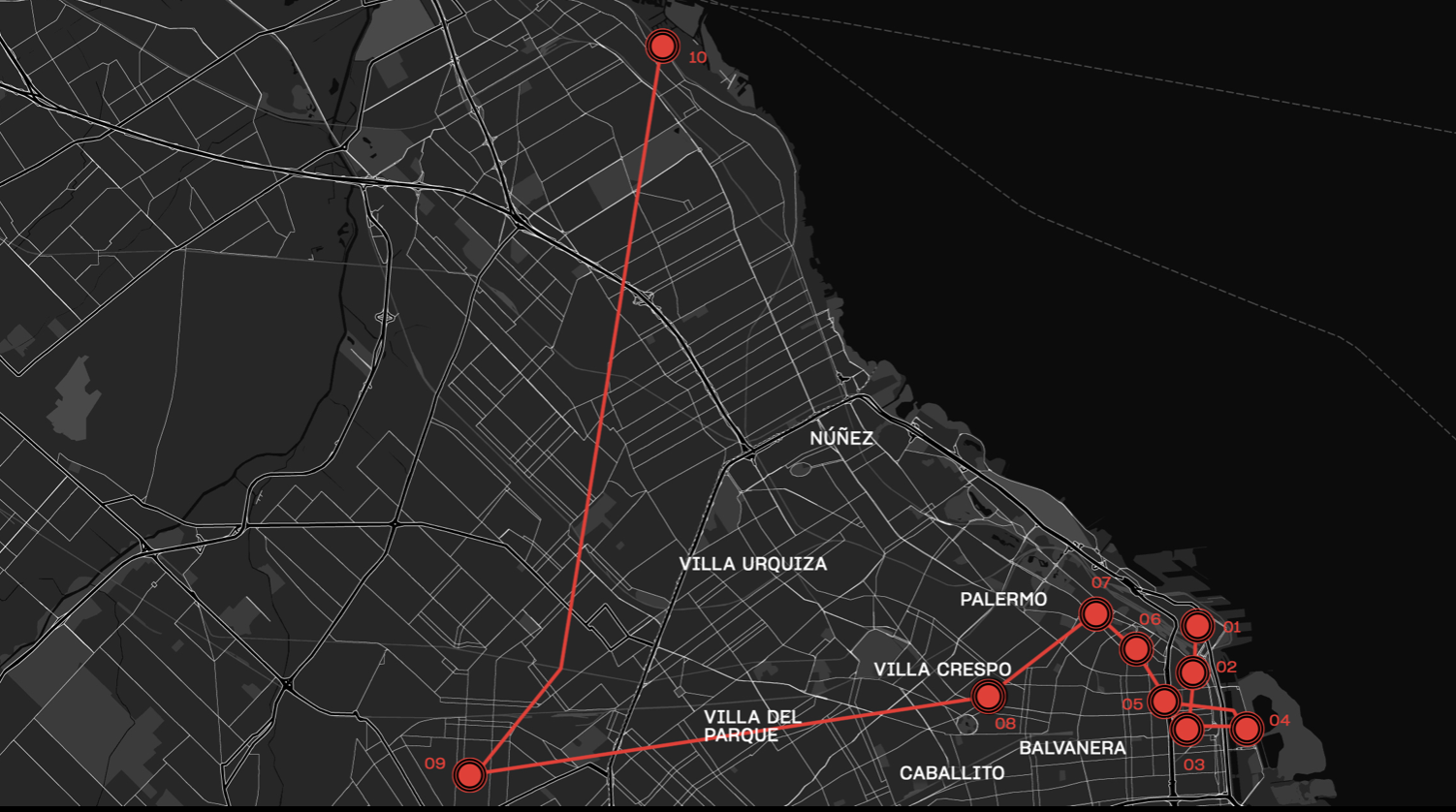
Von Metromod kuratierter Spaziergang durch Buenos Aires, der am Hotel de Inmigrantes (1) startet und unter anderem zum Café Tortoni (3) und dem ehemaligen Atelier der Fotografin Annemarie Heinrich (6) führt.

#### Exilforschung und Europäischer Forschungsrat-Projekt METROMOD
Mit den vom Europäischen Forschungsrat bereitgestellten Mitteln realisierte Dogramaci von 2017 bis 2022 das von ihr geleitete Forschungsprojekt METROMOD – Relocating Modernism. Global Metropolises, Modern Art and Exile, das sich der Verbindung von Kunst und Migration am Beispiel der Metropolen Buenos Aires, Istanbul, London, Mumbai, New York City und Shanghai, in denen Künstler in der ersten Hälfte des 20. Jahrhunderts Zuflucht suchten, widmete. Das Projekt wurde vor dem Hintergrund der Flüchtlingsbewegungen in den Jahren 2015 und 2016 initiiert. Dies benannte Dogramaci auch explizit: „Zwischen heute und dem beginnenden 20. Jahrhundert ist eine große Parallelität zu ziehen. Wir lernen aus der Vergangenheit, wie sich Migrantinnen und Migranten in den Städten formiert haben. Und umgekehrt beobachten wir Phänomene in der Gegenwart, die sich historisieren lassen.“ Ziel des Projektes war es, das etablierte Narrativ einer westlichen Moderne durch den Blick auf die Verschränkung von Moderne, Migration und Metropole zu brechen und in Richtung einer transnationalen Historiographie hin zu entwickeln. Die Beziehungen und Netzwerke der emigrierenden Künstler, die auf ihren Flucht- und Reiserouten entstandenen Werke und Theorien haben, so die Ausgangsthese des Projektes, die Kunstgeschichte des 20. Jahrhunderts maßgeblich geprägt, was die bisherige Forschung nicht adäquat erfasst habe. Als Desiderat wurden deshalb die Interdependenzen zwischen den lokalen künstlerischen Szenen und den diese Zentren verbindenden internationalen Bewegungen identifiziert. Die Konzentration auf die sechs urbanen Zentren in verschiedenen Weltregionen, in denen die Akteure ihre Aktivitäten entfalteten, sollte dabei helfen, national beschränkte Interpretationshorizonte nicht zu reproduzieren. Die Ergebnisse des Projektes, das die Münchener Forschungsgruppe in Kooperation mit Wissenschaftlern und Wissenschaftlerinnen vor Ort durchführte, wurden in einer Datenbank erfasst, mit der es möglich ist, die urbanen Zentren der Emigration, Netzwerke und im Exil geschaffene Werke zu visualisieren. Über ein Archiv sind Informationen zu Akteuren, Orten und Geschehnissen zugänglich, die auch Bezüge zwischen den untersuchten Metropolen sichtbar machen. Ein zentrales Feature der Publikation der Forschungsergebnisse sind kuratierte Spaziergänge, die sowohl vor Ort als auch virtuell nachvollzogen werden können und historisches Material mit der aktuellen Situation an den Schauplätzen verschränken. Als Ergebnis dieses Forschungsprojekts publizierte Dogramaci zudem die Monographie Exil London. Metropole, Moderne und künstlerische Emigration, in der sie in thematischen und biografischen Fallstudien Exilerfahrungen in London beschreibt. Dem übergreifenden Projekt treu bleibend, stellte sie den meisten Kapiteln Kartenausschnitte des modernen London voran, in denen die Adressen von Akteuren, Objekten und Ereignissen, auf die in der Studie eingegangen wird, prominent markiert werden. Neben Kapiteln mit biographischen Einzelstudien wie etwa zum Bildhauer Jussuf Abbo oder dem Photographen Helmut Gernsheim gibt es auch solche mit thematischer Ausrichtung wie etwa zum London Zoo oder Photographie- und Kunstverlagen wie etwa Phaidon. Dogramaci argumentiert, dass der stadtzentrierte Blick auf das künstlerische Exil zur Sichtbarkeit von Netzwerken und Bewegungen beiträgt sowie das nationale Dogma überwinden hilft. Die Stadt werde so zur „[…] Matrix, die sichtbare und gleichwohl heute unsichtbare Spuren ihrer Bewohner:innen und ihrer künstlerischen Produktion trägt […]“. Die konkrete Darstellung des Exils anhand einer Fülle von Beispielen, die Dogramaci nicht weiter systematisieren würde, wurde als Qualität der Studie hervorgehoben. Die Zeitung Die Welt empfahl Exil London und wertete die Monographie als einen weiteren Baustein zum Verständnis des Exils in London.

#### Forschung zu Migration und Käte Hamburger Kolleg global dis:connect
Bereits im Jahr 2013 gründete Dogramaci zusammen mit Birgit Mersmann im Ulmer Verein die „Arbeitsgemeinschaft Kunstproduktion und Kunsttheorie im Zeichen globaler Migration“, die sie bis 2018 auch als Sprecherin vertrat. Im Jahr 2018 gelang es dieser Arbeitsgemeinschaft, bei der Deutschen Forschungsgemeinschaft das DFG-Netzwerk Entangled Histories of Art and Migration einzuwerben, das von 2018 bis 2021 gefördert wurde. Für die Deutsche UNESCO-Kommission und die Bertelsmann Stiftung verfasste Dogramaci 2018 gemeinsam mit Barbara Haack die Studie Kunst in der Einwanderungsgesellschaft. Beiträge der Künste für das Zusammenleben in Vielfalt. Insgesamt entfaltete Dogramaci eine rege Publikationstätigkeit zum Thema Kunst, Migration und Exil. Unter anderem publizierte sie gemeinsam mit Karin Wimmer im Jahr 2011 den Tagungsband Netzwerke des Exils. Künstlerische Verflechtungen, Austausch und Patronage nach 1933, der auf eine Konferenz am Center for Advanced Studies der LMU München im November 2010 zurückging. In dieser Publikation wurde das in der Kunstgeschichte etablierte Feld der Exilforschung mit der zu dieser Zeit im Trend liegenden Netzwerkforschung in Verbindung gesetzt, wobei der Schwerpunkt des Bandes auf einer akteurszentrierten Perspektive lag. In ihrer Rezension für sehepunkte mahnte Nicola Hille dementsprechend auch an, dass vor dem Hintergrund der Konjunktur von Forschung zu Exill, Migration, transnationalen Solidaritätsnetzwerken und Wissenschaftstransfer in verschiedenen Disziplinen zu fragen sei, „wo genau der Mehrwert einer netzwerkorientierten Forschung lieg[e].“ Als Nachweis ihrer Bedeutung wurde von Dogramaci in der Einleitung des Bandes etwa auf die Vernetzungsfunktion der New School for Social Research verwiesen. Hille stimmt letztendlich mit der Einschätzung von Claus-Dieter Krohn in dessen Rezension des Bandes überein, dass „[…] die netzwerkorientierte Exilforschung nur eine instrumentelle Hilfsfunktion haben kann, um die Fragen des kulturellen Transfers, der Integration, Akkulturation und der Wirkung der Emigranten an ihren Zufluchtsorten zu erklären.“ Das 2019 von Burcu Dogramaci und Birgit Mersmann herausgegebene Handbook of Art and Global Migration wurde von Lena Geuer in ihrer Rezension für sehepunkte als „Schlüsselwerk für das rewriting der Kunstgeschichte aus der Perspektive der Migration“ verstanden. So seien Mobilität und Migration zwar schon seit Mitte der 1990er-, Anfang der 2000er-Jahre unter den Begriffen der Transkulturalität und Global Art History in der deutschsprachigen Kunstgeschichte als Themen präsent gewesen, jedoch sei der Fokus auf Migration, insbesondere im 20. und 21. Jahrhundert, neu und von den Herausgeberinnen in das Fach eingebracht worden.
Seit 2021 ist Dogramaci gemeinsam mit Roland Wenzlhuemer und Christopher Balme Co-Direktorin des an der LMU angesiedelten Käte Hamburger Kollegs Dis:konnektivität in Globalisierungsprozessen (global dis:connect). Auf der dritten Konferenz des Kollegs im Jahr 2023 wurden beispielsweise Aspekte globaler Wissensproduktion untersucht, so etwa in Hinblick auf die Glokalisierung, in der sich die globalen und lokalen Ebenen verschränken. Dabei wurden interdisziplinäre Ansätze betont und etwa auch Performances herangezogen. Im Juni 2024 beteiligte sich das Kolleg mit der Ausstellung Global Munich. In Perspective am Festival What is the City NOW?.

### Beiratsmitgliedschaften und Herausgeberschaften
Burcu Dogramaci gehört den wissenschaftlichen Beiräten der Stiftung Bauhaus Dessau, des Orient-Instituts Istanbul, der Zeitschrift Dîyar, der Zeitschrift Architecture Beyond Europe und des Virtuellen Museums Künste im Exil des Deutschen Exilarchivs (1933–1945) der Deutschen Nationalbibliothek an. Seit 2015 gibt sie zudem gemeinsam mit Doerte Bischoff, Bettina Bannasch, Claus-Dieter Krohn und Lutz Winckler das Jahrbuch für Exilforschung im Verlag edition text + kritik und die Reihe mode global des Böhlau Verlags heraus.

## Publikationen

### Monographien
- Lieselotte Friedlaender (1898–1973). Eine Künstlerin der Weimarer Republik. Ein Beitrag zur Pressegraphik der 20er Jahre. Mit einem Verzeichnis der Werke 1920 bis 1933, Tübingen/Berlin 2001, ISBN 3-8030-3098-6. (Dissertation)
- Kulturtransfer und nationale Identität. Deutschsprachige Architekten, Stadtplaner und Bildhauer nach 1927, Berlin 2008, ISBN 978-3-7861-2587-7. (Habilitationsschrift)
- Wechselbeziehungen. Mode, Malerei und Fotografie im 19. Jahrhundert, Marburg 2011, ISBN 978-3-89445-446-3.
- Fotografieren und Forschen. Wissenschaftliche Expeditionen mit der Kamera im türkischen Exil nach 1933, Marburg 2013, ISBN 978-3-89445-481-4.
- Deutschland, fremde Heimat. Zur Rückkehr emigrierter Bildhauer nach 1945. Germany, a Foreign Land. The Return of Émigré Sculptors after 1945, Berlin 2015, ISBN 978-3-9816615-3-8.
- Heimat. Eine künstlerische Spurensuche, Köln 2016, ISBN 978-3-412-50205-8.
- Fotografie der Performance. Live Art im Zeitalter ihrer Reproduzierbarkeit, Paderborn 2018, ISBN 978-3-7705-6383-8.
- Exil London. Metropole, Moderne und künstlerische Emigration (= Visual History. Bilder und Bildpraxen in der Geschichte, Bd. 11), Göttingen 2024, ISBN 978-3-8353-5656-6. Open Access

### Herausgeberschaft (Auswahl)
- Gustav Oelsner. Stadtplaner und Architekt der Moderne, Hamburg 2008, ISBN 978-3-88506-594-4.
- Schnittstellen. Mode und Fotografie im Dialog, Hamburg 2010, ISBN 978-3-936406-25-2, gemeinsam mit Sebastian Lux und Ulrich Rüter.
- Architektur im Buch, Dresden 2010, ISBN 978-3-942411-02-8, gemeinsam mit Simone Förster.
- Großstadt. Motor der Künste in der Moderne, Berlin 2010, ISBN 978-3-7861-2631-7.
- Netzwerke des Exils. Künstlerische Verflechtungen, Austausch und Patronage nach 1933, Berlin 2011, ISBN 978-3-7861-2658-4, gemeinsam mit Karin Wimmer.
- Migration und künstlerische Produktion. Aktuelle Perspektiven, Bielefeld 2013, ISBN 978-3-8376-2365-9.
- Sie starben jung! Künstler und Dichter, Ideen und Ideale vor dem 1. Weltkrieg, Berlin 2014, ISBN 978-3-7861-2704-8, gemeinsam mit Friederike Weimar.
- In der Schlacht. Briefe des jüdischen Künstlers Bruno Jacob aus dem Ersten Weltkrieg, Köln 2014, ISBN 978-3-412-22407-3.
- Kunstgeschichten 1915. 100 Jahre Heinrich Wölfflins „Kunstgeschichtliche Grundbegriffe“, Passau 2015, ISBN 978-3-86328-136-6, herausgegeben mit Matteo Burioni und Ulrich Pfisterer. Open Access
- Immersion in the Visual Arts and Media (Studies in Intermediality, SIM 9), Amsterdam/New York 2015, ISBN 978-90-04-30819-0, herausgegeben mit Fabienne Liptay.
- Die Türkei im Spannungsfeld von Kollektivismus und Diversität. Junge Perspektiven der Türkeiforschung, Wiesbaden 2016, ISBN 978-3-658-12686-5, herausgegeben mit Yavuz Köse, Kerem Öktem, Tobias Völker.
- Gedruckt und Erblättert. Das Fotobuch als Medium ästhetischer Artikulation seit den 1940er Jahren, Köln 2016, ISBN 978-3-86335-906-5, herausgegeben mit Désirée Düdder, Stefanie Dufhues, Maria Schindelegger und Anna Volz.
- Kunst und Gesellschaft zwischen den Kulturen. Die Kunsthistorikerin Hanna Levy-Deinhard im Exil und ihre Aktualität, München 2016, ISBN 978-3-86916-491-5, herausgegeben mit Irene Below.
- Passagen des Exils / Passages of Exile (Jahrbuch Exilforschung, 35), München 2017, ISBN 978-3-11-077998-1, herausgegeben mit Elizabeth Otto.
- Clear the Air. Künstlermanifeste seit den 1960er Jahren. Interdisziplinäre Positionen, Bielefeld 2017, ISBN 978-3-8376-3640-6, herausgegeben mit Katja Schneider.
- Rosa und Anna Schapire – Sozialwissenschaft, Kunstgeschichte und Feminismus um 1900, Berlin 2017, ISBN 978-3-932338-87-8, herausgegeben mit Günther Sandner.
- Re-Orientierung. Kontexte zeitgenössischer Kunst in der Türkei und unterwegs, Berlin 2017, ISBN 978-3-86599-365-6, herausgegeben mit Marta Smolińska.
- A Home of One’s Own. Emigrierte Architekten und ihre Häuser. Émigré Architects and their Houses. 1920–1960, Stuttgart 2019, ISBN 978-3-86905-008-9, herausgegeben mit Andreas Schätzke.
- Handbook of Art and Global Migration. Theories, Practices, and Challenges, Berlin/Boston 2019, ISBN 978-3-11-047600-2, herausgegeben mit Birgit Mersmann.
- Archive und Museen des Exils (Jahrbuch Exilforschung, 37), Berlin/Boston 2019, ISBN 978-3-11-054093-2, herausgegeben mit Sylvia Asmus und Doerte Bischoff.
- Design Dispersed. Forms of Migration and Flight, Bielefeld 2019, ISBN 978-3-8376-4705-1, herausgegeben mit Kerstin Pinther.
- Textile Moderne/Textile Modernism, Wien/Köln/Weimar 2019, ISBN 978-3-412-51459-4.
- Leave, left, left. Migrationsphänomene in den Künsten in aktueller und historischer Perspektive, Berlin 2020, ISBN 978-3-95808-241-0, herausgegeben mit Berenika Szymanski-Düll und Wolfgang Rathert.
- Arrival Cities. Migrating Artists and New Metropolitan Topographies in the 20th Century, Leuven 2020, ISBN 978-94-6270-226-4, herausgegeben mit Mareike Hetschold, Laura Karp Lugo, Rachel Lee, Helene Roth. Open Access